# ZAngband
 (novembre 2012).
Si vous disposez d'ouvrages ou d'articles de référence ou si vous connaissez des sites web de qualité traitant du thème abordé ici, merci de compléter l'article en donnant les références utiles à sa vérifiabilité et en les liant à la section « Notes et références ».
ZAngband est un « rogue-like », un jeu vidéo où le joueur incarne un personnage dans un monde basé sur l’univers du cycle des Princes d'Ambre de Roger Zelazny.

## Présentation
ZAngband est une variante d’Angband créée en 1994.
Comme la plupart des rogue-like ZAngband est un logiciel libre et open source disponible sur différents systèmes, dont MS-DOS, Windows, Linux, divers Unix, Macintosh, Acorn RISC et Amiga.
Il s’agit probablement du dérivé d'Angband le plus connu et beaucoup de variantes ultérieures lui sont directement (ToME, Hangband…) ou indirectement (Oangband, EyAngband…) liées.
Le terme « ZAngband » est un raccourci de « Zelazny Angband » car le jeu présente de nombreuses références à l'univers du cycle des Princes d'Ambre de l'’écrivain Roger Zelazny en plus de celles basées sur l'œuvre de J. R. R. Tolkien.

## Développement
ZAngband fut créé à l’origine par Topi Ylinen en 1994, puis maintenu pendant un temps par Robert Rühlmann et est désormais développé par une équipe conduite par Steven Fuerst.